# جيوفاني ساكو
جيوفاني ساكو (بالإيطالية: Giovanni Sacco)‏ هو مدرب كرة قدم ولاعب كرة قدم إيطالي في مركز الوسط، ولد في 25 سبتمبر 1943 في سان داميانو دستي في إيطاليا، وتوفي في 17 ديسمبر 2020 في أستي في إيطاليا بسبب مرض فيروس كورونا 2019. شارك مع منتخب إيطاليا تحت 21 سنة لكرة القدم. أما مع النوادي، فقد لعب مع أتالانتا ونادي ريجيانا 1919 ونادي لاتسيو ويوفنتوس.